# 西日本鉄道竹下自動車営業所

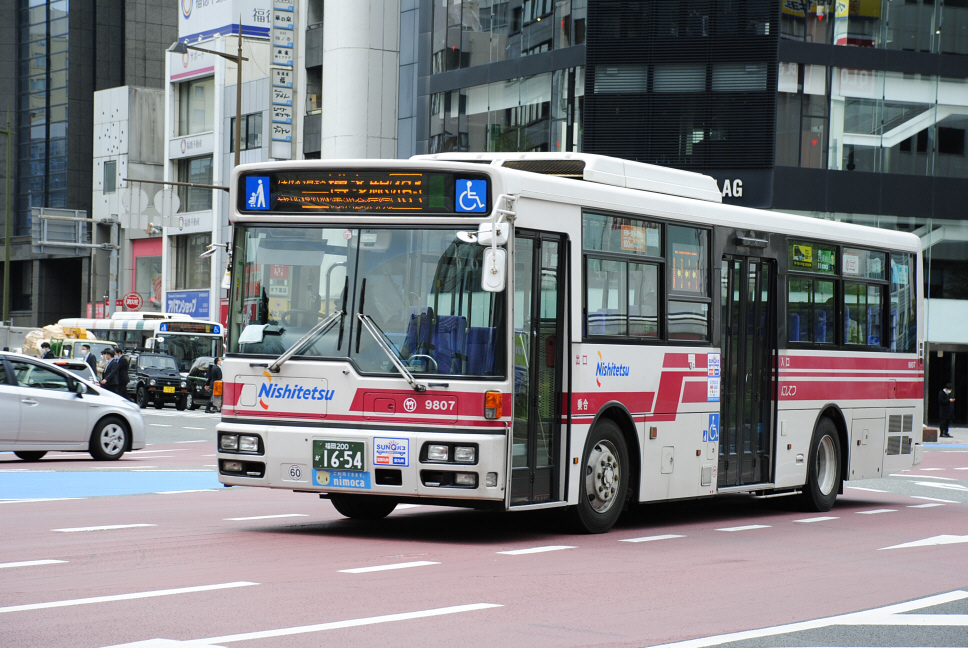
所属車両

西日本鉄道竹下自動車営業所（にしにっぽんてつどうたけしたじどうしゃえいぎょうしょ）は、2020年（令和2年）3月21日に福岡県福岡市博多区那珂に設置された西日本鉄道のバス営業所。

## 概要・沿革
福岡大同青果株式会社の青果市場倉庫跡地を整備し、福岡市博多区竹丘町に所在した西日本鉄道雑餉隈（ざっしょのくま）自動車営業所を移設して2020年（令和2年）3月21日に開設された。
開設直後は雑餉隈営業所が担当していた路線を引き継ぎ担当しているが、将来的には福岡空港や博多駅へのアクセス強化のほか、福岡空港発着の高速バス待機場としての利用も視野に入れている。営業所標記は○竹。管轄下に現地出退勤の桜並木車庫（旧雑餉隈車庫）が存在する（2024年3月16日の桜並木駅開業に伴い、同日より現在地へ移設の上、バス停名・行先を桜並木駅へ名称変更し、名称も桜並木車庫に変更された。）。

## 所在地
- 竹下営業所
  - 福岡県福岡市博多区那珂6丁目20-26
    - 最寄りバス停：ららぽーと福岡
- 竹下営業所桜並木車庫
  - 福岡県福岡市博多区竹丘町3丁目2番21号
    - 最寄りバス停：桜並木駅

## 管轄路線
- 2025年4月26日現在の路線（太字は終点・始発停留所）

### 板付団地線
博多区南部の板付団地を発着する路線。
- ■■ 40／■ 312（博多駅→福岡タワー）
  - 板付七丁目 - 弥生小学校前 - 山王一丁目 - 博多駅（筑紫口 - 博多バスターミナル）→都市高速（呉服町ランプ～百道ランプ）→福岡タワー（TNC放送会館）
平日朝のみ福岡タワー発着と福岡タワー行き特別快速が運行される。
2023年3月25日改正で、那珂五丁目経由便（行先番号40L）が新設。従来の40番は朝晩のみの運行となり、それ以外の時間帯は全て40Lに置き換えられた[4]。
同改正より土曜・日祝ダイヤのみ、博多駅行きの終点を博多駅筑紫口に変更。平日は引き続き博多バスターミナルまで運行する。

- ■ 40特別快速／■ 312（博多駅→福岡タワー）
  - 板付七丁目→（この間全停留所）→那珂→（この間無停車）→博多駅筑紫口→博多バスターミナル→都市高速→福岡タワー（TNC放送会館）

- ■■ 40L
  - 板付七丁目 - 那珂五丁目（ららぽーと福岡前） - 山王一丁目 - 博多駅（筑紫口 - 博多バスターミナル）←都市高速（呉服町ランプ～百道ランプ）←福岡タワー（TNC放送会館）

- ■■ 5
  - 板付七丁目 - 弓田町 - 西鉄大橋駅

### 板付線
県道112号線を経由し、博多駅と板付・雑餉隈地区を結ぶ路線。
- ■■ 41
  - 桜並木駅 - 麦野 - 新屋 - 板付 - 半道橋 - 比恵 - 博多駅（博多バスターミナル）
  - イオン大野城 - 麦野 - 新屋 - 板付 - 半道橋 - 比恵 - 博多駅（博多バスターミナル）

- ■■ 43
  - 金隈 - 月隈 - 板付 - 半道橋 - 比恵 - 博多駅（博多バスターミナル）

朝夕時間帯のみ金隈発着が運行される。平日朝1本のみ諸岡線の間合いで41番新屋行きが運転され、新屋到着後は板付新橋まで回送され、44番博多バスターミナル行きとなる。一部の便は雑餉隈車庫が担当。

### 南福岡線
- ■■ 43
  - JR南福岡駅 - 桜並木駅 - 山田 - 中 - 金隈病院入口 - 金隈 - 月隈 - 東平尾 - 福岡空港

宇美営業所の共同運行で雑餉隈車庫が担当。
桜並木駅開業に伴い、西鉄雑餉隈駅入口経由から桜並木駅経由に変更された。

### 諸岡線
筑紫通りを経由して、福岡都心部と博多区南部・春日市を結ぶ路線。
- ■■ 44
  - 桜並木駅 - 南本町 - 板付新橋 - 諸岡四角 - 那珂五丁目 - 山王一丁目 - 博多駅（筑紫口 - 博多バスターミナル） - 渡辺通一丁目 - 天神←都市高速（天神北ランプ←西公園ランプ）←福岡タワー（TNC放送会館）　　　　　　　　　　　　　　　　　　　　　　　　　　　板付新橋発は41番新屋行きからの連続運行となっている。
- ■ 44／■ 307（博多駅→住吉間）／■ W2（渡辺通一丁目→福岡タワー）
  - 桜並木駅 → 南本町 → 諸岡四角 → 那珂五丁目 → 山王一丁目 → 博多駅（博多駅前A） → 渡辺通一丁目 → 天神 →都市高速（天神北ランプ→百道ランプ）→ 福岡タワー（TNC放送会館）

- ■■ L（那珂下原→天神：44）
  - ららぽーと福岡 - 山王一丁目 - 博多駅（筑紫口 - 博多バスターミナル） - 渡辺通一丁目 - 天神　　　　　　　　　　　　　　　　　　　2022年（令和4年）4月18日改正より、ららぽーと福岡～博多駅間のみ桧原営業所との共同運行。

- ■ 急行（全停留所記載）
  - 天神ソラリアステージ前 → 渡辺通一丁目電気ビル共創館前 → 渡辺通一丁目サンセルコ前 → 博多駅

- ■□■ 45
  - 桜並木駅 - JR南福岡駅 - 宝町 - （福岡女学院） - 御陵 - 井尻駅 - 諸岡四角 - 那珂五丁目 - 山王一丁目 - 博多駅（筑紫口 - 博多バスターミナル）

- ■□ 45-1
  - 桜並木駅 - JR南福岡駅 - 宝町 - 福岡女学院 - 福岡徳洲会病院 - 井尻駅西口

- 直行
  - 福岡女学院 - 井尻駅西口
  - JR南福岡駅 - 福岡女学院

- ■ 420（平日朝1便のみ）
  - 桜並木駅→麦野→板付七丁目→西月隈三丁目→都市高速（月隈～千代ランプ）→呉服町→天神ソラリアステージ

420番は雑餉隈方面にも運行されていたが、竹下移管の際に廃止された。

### 竹下線
福岡都心部と竹下・井尻を結ぶ路線。
- ■■ 46／90（天神→博多ふ頭間）
  - 桜並木駅 - JR南福岡駅 - 井尻六ツ角 - 井尻駅東口 - 宮竹小学校西 - 竹下 - 駅南二丁目 - 博多駅 - キャナルシティ博多前（櫛田神社前駅） - 天神 - 博多ふ頭
  - 福岡徳洲会病院 - 井尻六ツ角 - 井尻駅東口 - 宮竹小学校西 - 竹下 - 駅南二丁目 - 博多駅 - キャナルシティ博多前（櫛田神社前駅） - 天神 - 博多ふ頭

- ■■ 46L／46（竹下→天神間）／90（天神→博多ふ頭間）
  - ららぽーと福岡 - 竹下 - 駅南二丁目 - 博多駅 - キャナルシティ博多前（櫛田神社前駅） - 天神 - 博多ふ頭

2020年（令和2年）3月21日のダイヤ改正で新設の竹下営業所を発着とする系統を設定し、雑餉隈車庫 - 竹下間を減便した。
2023年3月25日改正で、ららぽーと福岡発着の46Lが新設。それに伴い、46番の竹下営業所発着便は廃止された。
2024年3月16日改正で、折立経由の46番が廃止。それに伴い、46-1番として運行されていた井尻駅経由の系統が46番に改番された。

### ららぽーと～大橋竹下線
- ■ 直行
  - ららぽーと福岡 - 西鉄大橋駅

### ららぽーと～福岡空港線
- ■ 無番
  - ららぽーと福岡 - 竹下 - 福岡空港国際線

ららぽーと福岡～福岡空港国際線間はノンストップであったが、2023年3月25日改正で竹下直行系統を統合し、現在のルートに変更された。

### 博多駅～福岡空港線
（片江営業所と共同運行）
- ■■ AIRPORT BUS

直行

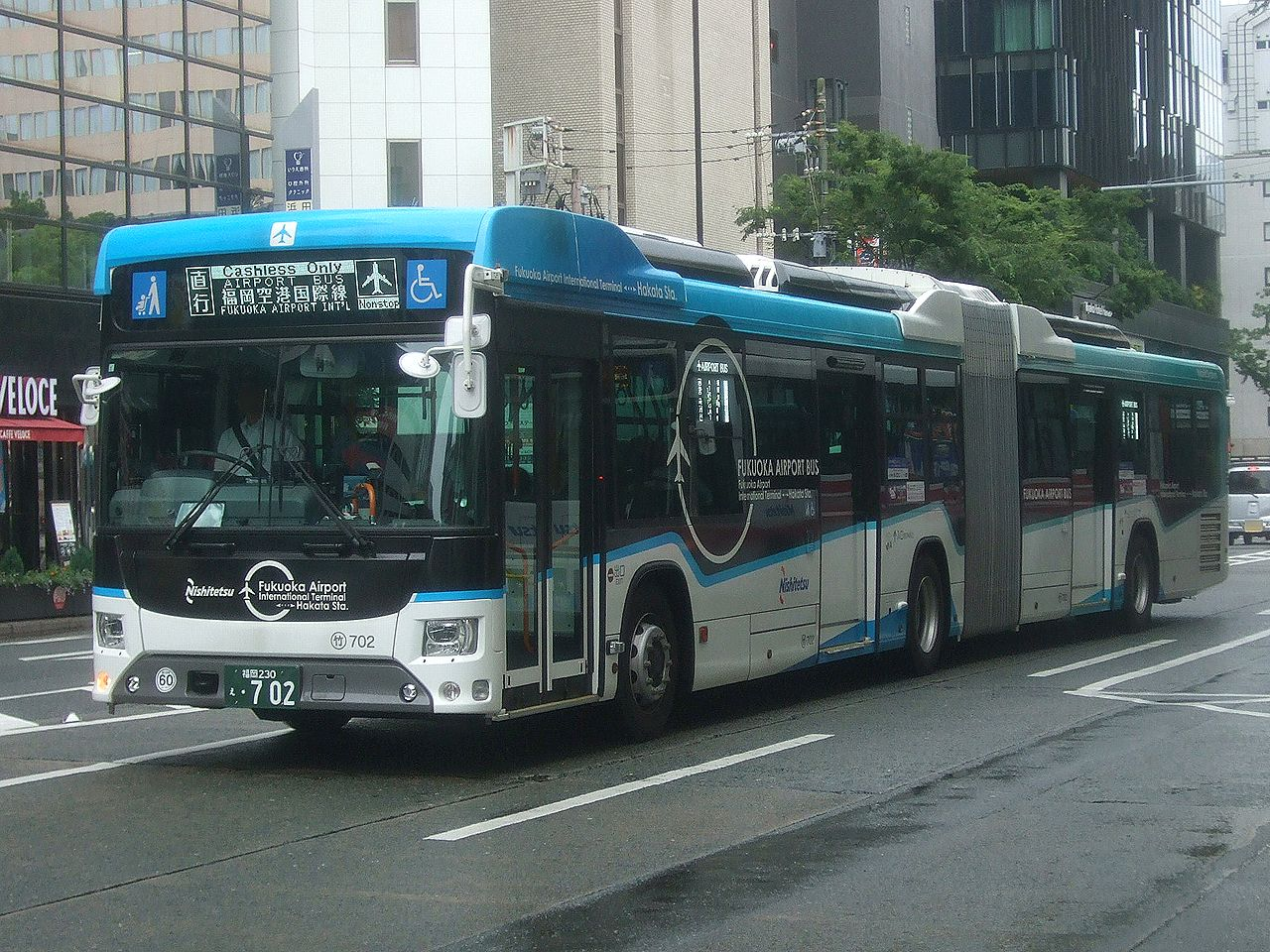
連節バスによる福岡空港国際線行きバス

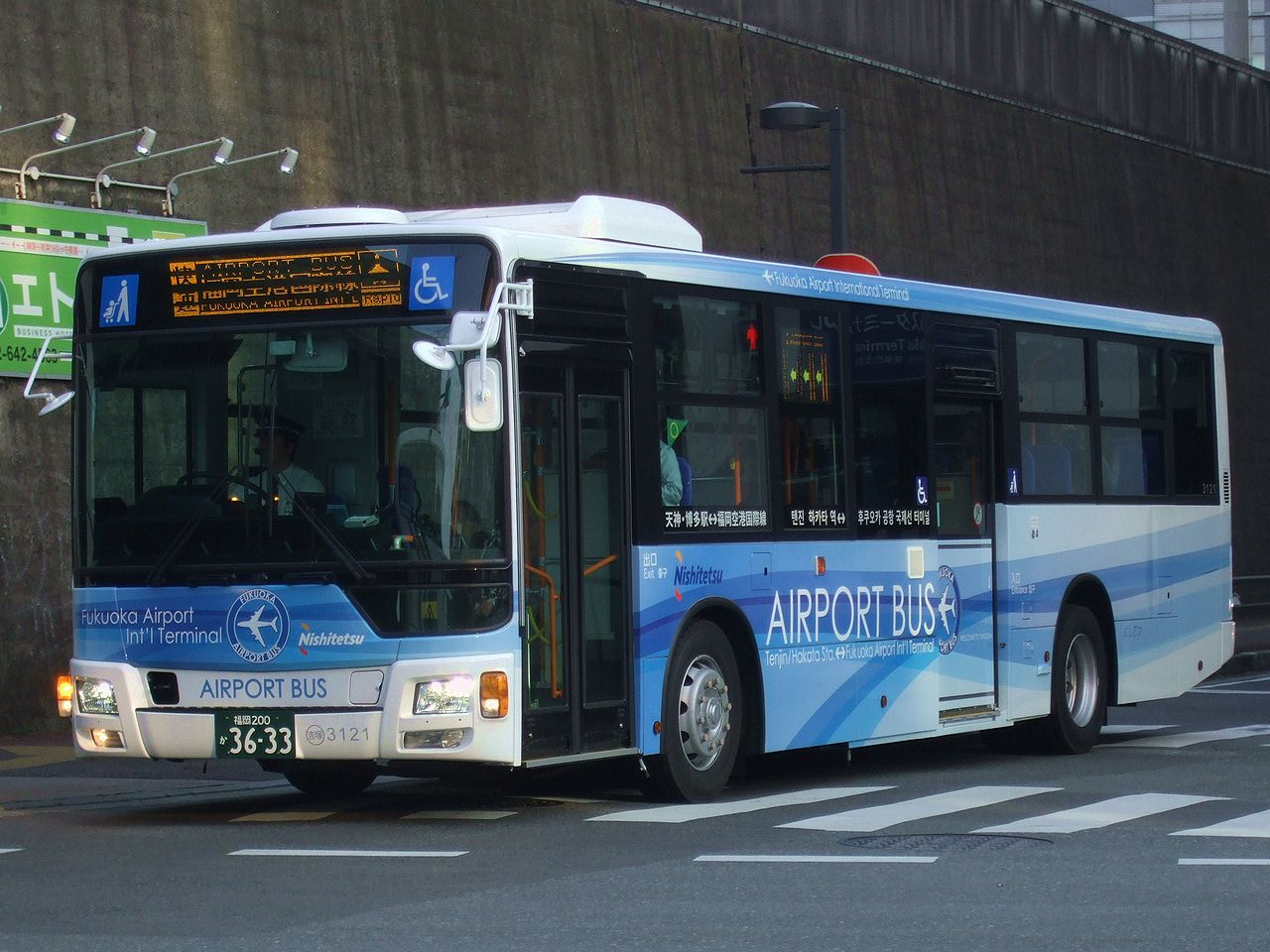
連節バス導入前（2017年）に導入された国際線連絡バス専用車。写真は吉塚営業所所属時代であるがこの車両は現在竹下営業所に転属し引き続き国際線連絡バスに使用されている

福岡空港国際線 - (ノンストップ) - 博多駅（博多駅筑紫口）
2025年4月26日ダイヤ改正で吉塚自動車営業所より移管で運行開始。
同日ダイヤ改正で専用ラッピングの連節バス（日野ブルーリボンハイブリッド連節バス）4台が運行を開始した。また同日ダイヤ改正により博多駅筑紫口 - 福岡空港国際線間の途中ノンストップ運行となり、博多駅筑紫口バス停で降車扱いを行ったあと折り返さずに乗車扱いを行い出発する循環運行のような形になっている。なお、連節バス導入以前に導入されていた国際線連絡バス専用車両も引き続き使用されている。
現在当路線にて完全キャッシュレスバスの実証運行を行っており現金の利用は不可となっている（交通系ICカード・クレジットカードのキャッシュレス決済と乗車券が利用可）。

### 福岡空港内連絡バス（特定輸送）

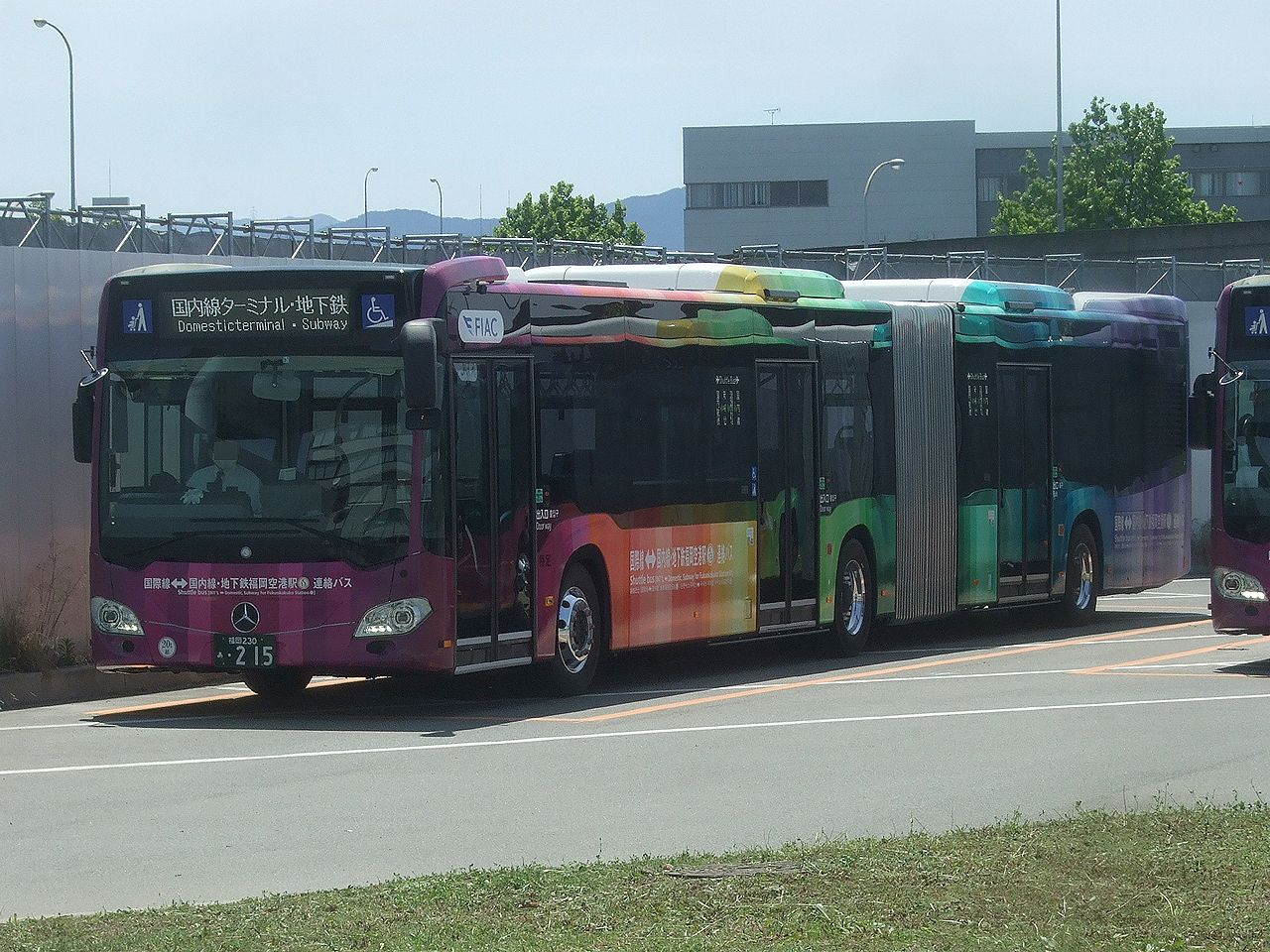
現行デザインの福岡空港内連絡バス

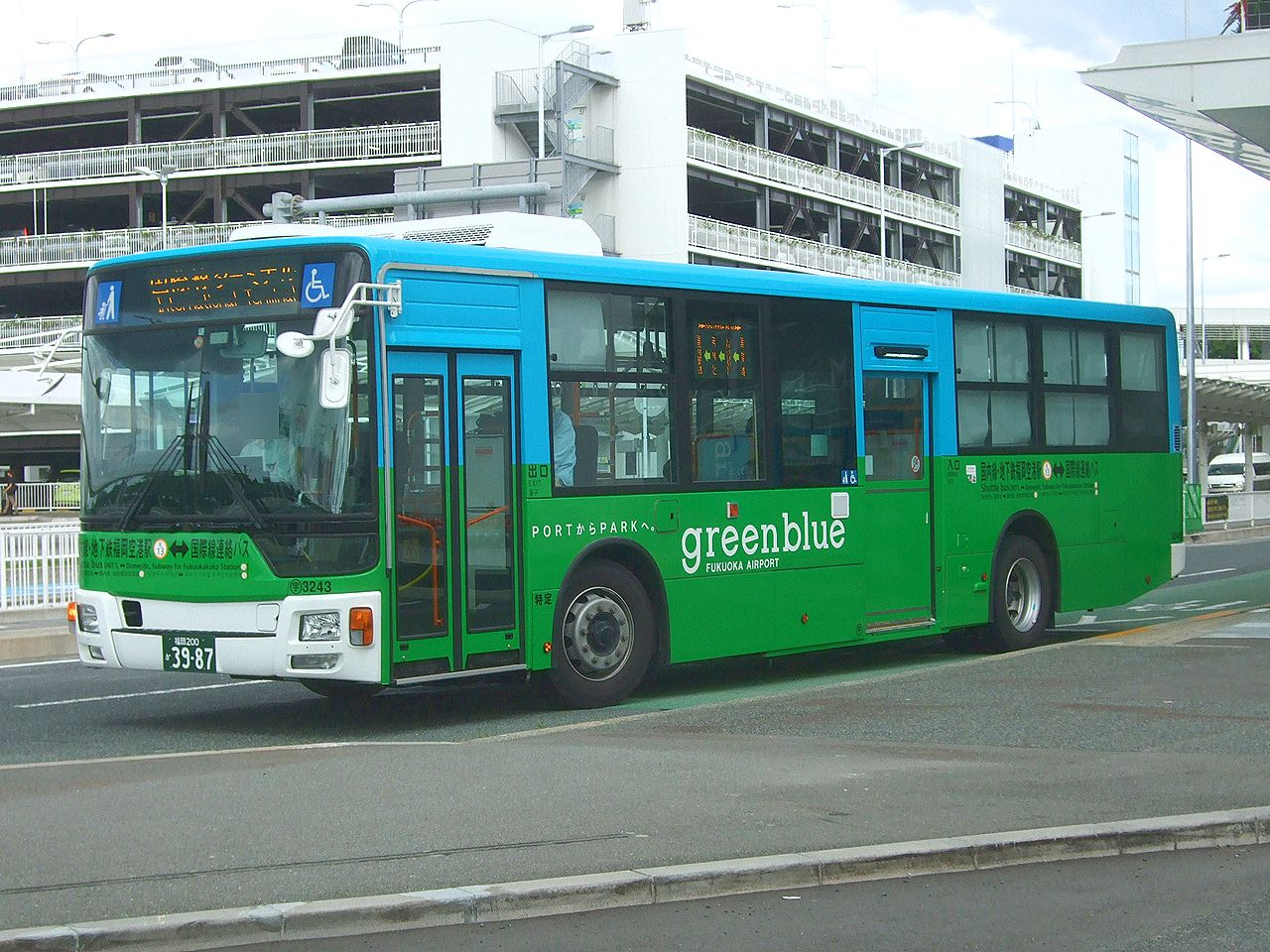
2021年（令和3年）4月19日までの連絡バス

- 国内線ターミナル南（地下鉄福岡空港駅） - 国内線ターミナル北  - 国際線ターミナル

1999年（平成11年）5月20日、福岡空港国際線ターミナルビルが空港西側に移転したのに伴い運行開始された。空港北端部を通り、空港東側の国内線各ターミナルと西側の国際線ターミナルを結ぶ。国内線旅客ターミナル - 貨物ターミナル間では空港内に設けられた専用道路を通る。そのため、運用される車両には専用道のゲートを操作するリモコンが搭載される。
2020年（令和2年）8月1日に宇美自動車営業所から移管された。
2021年（令和3年）4月20日より、移管時に宇美自動車営業所から転属した専用車両に代わり、メルセデス・ベンツ・シターロGの専用車が投入された。専用車には福岡空港を運営する福岡国際空港株式会社が掲げるメッセージ「FLY 100 DREAMS.」にちなむレインボーカラーのラッピングが施されている。
なお、検査・故障等の場合、greenblueの塗装を施した車両が代走することがある。
運行間隔は、深夜帯を除き10分 - 15分程度。前後ドアから乗り降り可能で、運賃は無料。スーツケースなどを置く専用スペースが設置されている。

## 過去の路線

### 竹下線
- ■■ 46／90（天神→博多ふ頭間）
  - 竹下営業所 - （46番:現行路線 竹下 - 博多ふ頭）
  - （46番:現行路線 福岡女学院 - 井尻六ツ角） - 井尻一丁目 - （46番:現行路線 五十川 - 博多ふ頭）
  - （46番:現行路線 雑餉隈車庫 - 井尻六ツ角） - 井尻一丁目 - （46番:現行路線 五十川 - 博多ふ頭）

竹下営業所発着便は、2023年3月25日改正でららぽーと福岡発着の46Lが新設されたことに伴い廃止。同時に、竹下営業所構内のバス停も廃止となった。
折立経由の46番は2024年3月16日改正で廃止。折立・井尻駅入口 - 五十川間に狭隘区間があるため、中型車を使用していた。

### ららぽーと～大橋竹下線
- ■ 直行
  - ららぽーと福岡 - 竹下

2023年3月25日改正で、福岡空港系統に統合されて廃止。

### ららぽーと～福岡空港線
- ■ 無番
  - （無番:現行路線 ららぽーと福岡 - 福岡空港国際線） - 福岡空港国内線

2025年3月15日改正で福岡空港国際線～福岡空港国内線の区間が廃止された。

### 南福岡線
- ■■ 43
  - 雑餉隈車庫 - （43番:現行路線 JR南福岡駅 - 寿町二丁目） - 西鉄雑餉隈駅入口 - 山田 - （43番:現行路線 大野北小学校前 - 福岡空港）

2024年3月16日の桜並木駅開業により、雑餉隈車庫（現在の桜並木駅）発着からJR南福岡駅発着になり、土曜のJR南福岡駅行き1本を残して、他はすべて桜並木駅経由に変更された。
2025年3月15日改正で、残った1本も廃止された。

## 車両
- 路線車
  - 大型車は日産ディーゼルといすゞ、日野、三菱ふそうの配置。日産ディーゼル、いすゞは竹下営業所開設時点ではすべて雑餉隈営業所からの転入だった。日野・ブルーリボンは竹下営業所開設後に初めて納車している。ららぽーと福岡開業による増便の際、減便で余剰のあった壱岐・金武・那珂川・土井営業所から車両を捻出した。三菱ふそうエアロスターは福岡空港内連絡バスが宇美営業所から移管のため転属している(連節バス代走用として2台所属)。
  - 中型車は現在配置なし。過去には日野・レインボーIIといすゞ・エルガミオ、日産ディーゼルが配置されていた。
  - 連節バスは福岡空港線専用に日野ブルーリボンハイブリッド連節バス、福岡空港内連絡バス専用のメルセデス・ベンツ・シターロGが配置されている。
- 貸切車
  - 配置されていない。

## 備考
- 当営業所が開設されることに伴い、板付線に博多駅 - 板付間（41番）、諸岡線に天神・博多駅 - 那珂五丁目間[9]（44番）、竹下線に博多ふ頭・天神・博多駅 - 竹下営業所間（46番）の区間便を設定し、板付・那珂五丁目・竹下以南において減便が行われた[7]。
- 旧雑餉隈営業所の敷地に関しては桜並木車庫に改称の上で、引き続き現地出退勤の車庫（給油・精算・車両整備は竹下営業所で実施）として活用されている。
- 2024年3月16日に、雑餉隈車庫の敷地の一部を利用して、西鉄天神大牟田線の新駅である桜並木駅が開業した。これに伴い、雑餉隈車庫は道路を挟んで南側の高架下に移転した。
- 営業所敷地は周知の埋蔵文化財包蔵地「那珂遺跡群」の範囲に位置し[10]、地下には福岡市指定史跡・那珂遺跡（縄文時代晩期末の環濠集落）が存在する[11]。営業所開設工事に先立つ2019年（令和元年）10月～11月にも発掘調査が行われ、弥生時代中期～古墳時代後期にかけての遺構（掘立柱建物や竪穴建物等）が検出された[12]。